# JMK 中島健人ラブホリ王子様
『JMK 中島健人ラブホリ王子様』（ジェーエムケー なかじまけんとラブホリおうじさま）は、日本テレビで2013年7月2日から9月17日まで火曜日（月曜日深夜）1:29 - 1:59に放送されたバラエティ番組。
長崎国際テレビでも2014年4月2日から水曜日（火曜日深夜）1:29 - 1:59に放送された。

## 概要
「中島健人と恋に落ちたら…!?」をコンセプトに、中島健人とのデートを仮想体験する恋愛シミュレーションバラエティ。

## 出演者
- 中島健人（Sexy Zone）

## スタッフ
- 企画構成：鈴木おさむ
- 監督：五歩一勇治
- 助監督：岸川正史
- 編成企画：植野浩之
- 編成：西川大助
- コンテンツ：篠田大暢、佐藤麻衣
- 広報：柳沢典子、友定紘子
- ディレクター：田中慶、平野真一、渡辺春佳
- プロデューサー：石村修司、柴田雅美、佐藤英
- チーフプロデューサー：鈴江秀樹
- スチール：干川修
- 企画制作：日本テレビ
- 制作協力：AX-ON、ライド
- 製作著作：JMKラブホリ王子様製作委員会